# Ronald Burke
Ronald Burke (* 1944 in Harlan, Iowa; † 2002) war ein US-amerikanischer römisch-katholischer Theologe.

## Leben
Burke besuchte das  Jesuit Creighton Prep in Omaha. Er studierte Philosophie und römisch-katholische Theologie an der University of Notre Dame und an der Yale University. 
Burke unterrichtete an der University of Nebraska at Omaha. 
1984 unterzeichnete Burke die Kampagne A Catholic Statement on Pluralism and Abortion, die in der Zeitung New York Times erschien. Burke war Mitherausgeber der Zeitschrift The Journal of Religion and Film. 
Burke war seit 1971 verheiratet und hat zwei Kinder.

## Werke (Auswahl)
- John Henry Newman: Theology and Reform, New York: Garland, 1992
- (gemeinsam mit Gerard Magill): Personality and Belief, New York: Lanham, 1994